# Nadir Shah Kot (distrikt)
Nadir Shah Kot är ett distrikt i Afghanistan. Det ligger i provinsen Khost, i den östra delen av landet, 140 km söder om huvudstaden Kabul. Administrativ huvudort är Nadir Shah Kot.
Distriktet beräknades år 2022 ha cirka 37 000 invånare.